# Преображенский, Николай Фёдорович
Никола́й Фёдорович Преображе́нский (1886 — 1952) — участник революционного движения и Гражданской войны в России, советский партийный деятель, один из первых организаторов советской кинематографии, актёр, кинорежиссёр, редактор, хозяйственный руководитель.

## Биография
Родился в 1886 году. Член РСДРП с 1904 года (по другим сведениям с 1902 года). По образованию инженер. Участник революции 1905—1907 годов в Москве, член Московского военно-технического бюро РСДРП. Во время Первой мировой войны находился на партийно-пропагандистской работе в Земгоре.
В 1917 году — ответственный агитатор Московского комитета РСДРП(б). Член Президиума Моссовета. В 1918 году — председатель Главного комитета Земгора.
С мая 1918 года по январь 1919 года — председатель Московского кинокомитета Наркомпроса РСФСР.
Возвратившийся в 1918 году с фронта в Москву оператор Э. К. Тиссэ застал Кинокомитет в затруднённых условиях:

Председатель Комитета Н. Ф. Преображенский, операторы П. К. Новицкий, П. В. Ермолов и я, человек пятнадцать технического и служебного персонала — этот штат представлял в то время всю советскую кинематографию в Москве.
— Эдуард Тиссэ, «Искусство миллионов» 1958
Преображенский привлёк к работе в Кинокомитете писателей, актёров, в том числе В. В. Маяковского, А. С. Серафимовича, В. Я. Брюсова и других. Совместно с А. А. Аркатовым снял фильм «О попе Панкрате, тётке Домне и явленной иконе в Коломне» (1918), в котором сам сыграл главную роль.
Председатель правления Союза киноработников (1918). Являлся редактором журнала Московского кинокомитета «Хроника» (1918).
Во время Гражданской войны был председателем особой комиссии Реввоенсовета Республики по формированию и снабжению Красной армии, в августе—октябре 1919 года — член Реввоенсовета 14‑й армии.
В 1920—1923 годах — заведующий отделом по работе в деревне Сибирского бюро ЦК РКП(б), председатель Контрольной комиссии при Сибирском бюро ЦК РКП(б), председатель Сибирского отделения ГОЭЛРО, председатель Сибирского комитета профессионально-технического образования, заведующий отделом Сибпромбюро ВСНХ; с декабря 1921 года — член Сибгосплана. С июня 1921 года по июнь 1923 года — заведующий Сибирским историко-партийным отделом. Участвовал в организации Ишимского судебного процесса (22—28 февраля 1921) над ответственными продработниками и арестованными за участие в вооруженном мятеже в Ишимском уезде крестьянами, составил проект приговора Сибреввоентрибунала.
С 1923 года — в Москве, работал в Госплане СССР. В 1925—1928 годах — член правления, заведующий отделением пропаганды и популяризации естественнонаучного материализма Тимирязевского научно-исследовательского института изучения и пропаганды естественнонаучных основ диалектического материализма. Член президиума Центрального бюро краеведения Главного управления научными, музейными, научно-художественными учреждениями Наркомпроса РСФСР (1928). Преподавал в Коммунистическом университете имени Я. М. Свердлова. Член президиума Общества изучения Урала, Сибири и Дальнего Востока (1926—1927).
В 1928—1930 годах — управляющий Фотохимическим трестом ВСНХ РСФСР. В 1929—1930 годах — член Кинокомитета при ВСНХ СССР, председатель секции культурфильмов Общества друзей советского кино (ОДСК). Редактор журнала «Естествознание в трудовой школе» (1930). В 1930—1931 годах — директор Фотокиноинститута АО «Союзкино». На Всесоюзной конференции по культурному строительству во второй пятилетке, проходившей в Госплане СССР, выступил с докладом, в котором освещались перспективы развития советской кинематографии (1932).
Избирался делегатом X съезда РКП(б), членом Моссовета (1924—1928).
Умер в 1952 году.

## Комментарии
1. ↑  12 июля 1918 года Президиум ВСНХ РСФСР постановил считать Московский кинокомитет своим отделом и утвердил Н. Ф. Преображенского его заведующим. Кинокомитет находился под двойным подчинением до января 1919 года[17].